# Argeaddynastin

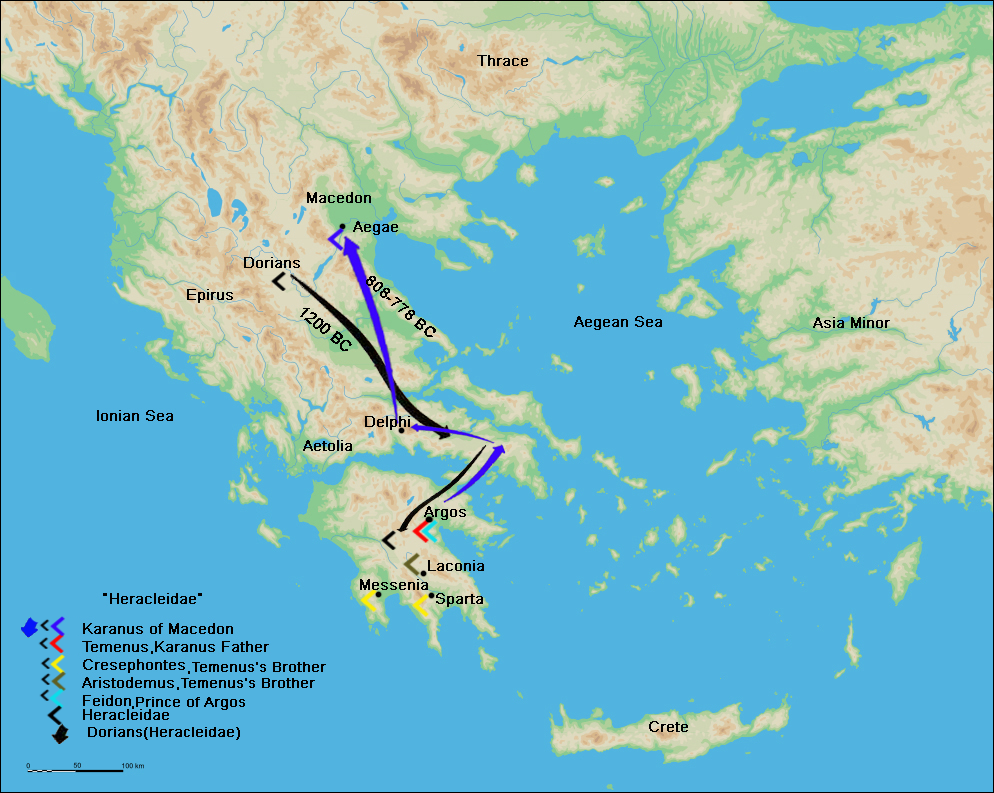
Argeadernas väg från Argos

Argeaddynastin eller Argeaderna (grekiska: Ἀργεάδαι) var ett antikt grekiskt kungahus. De var den härskande dynastin i Kungariket Makedonien från omkring 700 till 310 f.Kr. Enligt traditionen, som den är skriven i antik grekisk historia, spåras deras ursprung till Argos i södra Grekland (därav namnet Argeads).
Dynastins mest berömda medlemmar var Filip II av Makedonien och Alexander den store, under vars ledning rike Makedonien gradvis vann dominans i hela Grekland, besegrade Akaemenidiska imperiet och expanderat så långt som Egypten och Indien. Argeaddynastins linje slutade i diadochikrigen när Alexander IV av Makedonien och hans mor Roxana mördades.
- Karanos Καρανός 808-778 f.Kr.
- Koinos Κοινός 778-750 f.Kr.
- Tyrimmas Τυρίμας 750-700 f.Kr.
- Perdikkas I Περδίκκας Α' 700-678 f.Kr.
- Argaios I Αργαίος Α' 678-640 f.Kr.
- Filip I Φίλιππος Α' 640-602 f.Kr.
- Aeropos I Αεροπός Α' 602-576 f.Kr.
- Alketas I Αλκήτας Α' 576-547 f.Kr.
- Amyntas I Αμύντας Α' 547-498 f.Kr.
- Alexander I I Αλέξανδρος Α' 498-454 f.Kr.
- Perdikkas II Περδίκκας Β' 454-413 f.Kr.
- Archelaos Αρχέλαος Α' 413-399 f.Kr.
- Krateros Κρατερός 399 f.Kr.
- Orestes Ορέστης och Aeropus II Αεροπός Β' 399-396 f.Kr.
- Archelaos II Αρχέλαος Β' 396-393 f.Kr.
- Amyntas II Αμύντας B' 393 f.Kr.
- Pausanias Παυσανίας 393 f.Kr.
- Amyntas III Αμύντας Γ' 393 f.Kr.
- Argaios II Αργαίος Β' 393-392 f.Kr.
- Amyntas III Αμύντας Γ' (återinsatt) 392-370 f.Kr.
- Alexander II Αλέξανδρος Β' 370-368 f.Kr.
- Ptolemaios I Πτολεμαίος Α' 368-365 f.Kr.
- Perdikkas III Περδίκκας Γ' 365-359 f.Kr.
- Amyntas IV Αμύντας Δ' 359-356 f.Kr.
- Filip II Φίλιππος Β' 359-336 f.Kr.
- Alexander III Αλέξανδρος ο Μέγας (den store) 336-323 f.Kr.
  - Antipatros, Regent av Makedonien Αντίπατρος 334-319 f.Kr.
- Filip III Arrhidaeus Φίλιππος Γ' 323-317 f.Kr.
- Alexander IV Αλέξανδρος Δ' 323-310 f.Kr.
  - Perdikkas, Regent av Makedonien Περδίκκας 323-321 f.Kr.
  - Antipatros, Regent av Makedonien Αντίπατρος 321-319 f.Kr.
  - Polyperchon, Regent av Makedonien 319-317 f.Kr.
  - Kassandros, Regent av Makedonien 317-306 f.Kr.